# Gorak Shep

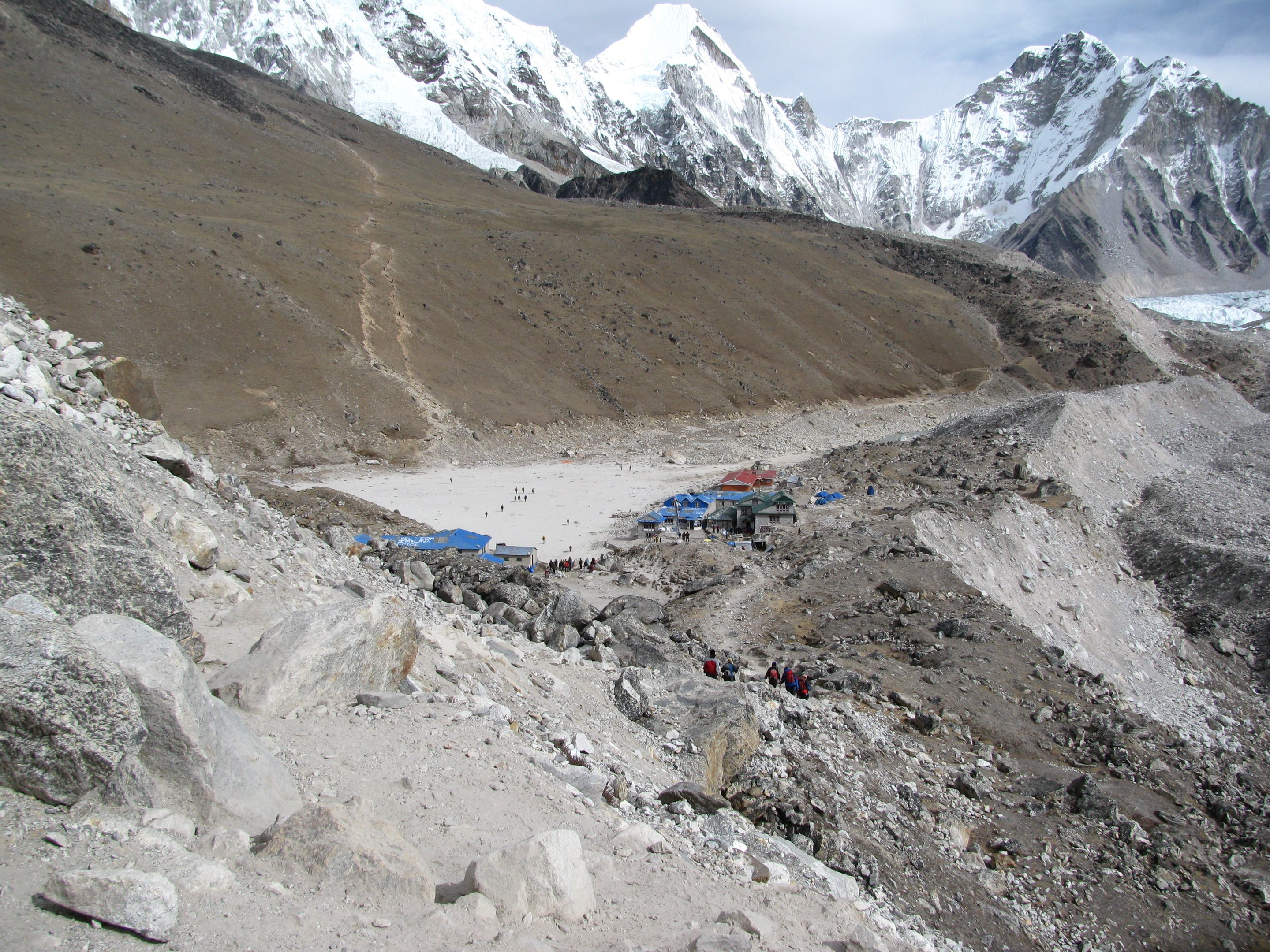
Gorak Shep vindo do Sul

Gorak Shep ou Gorakshep e um pequeno vilarejo situado ao lado de um arenoso fundo de lago congelado, a 5.164 m de altitude, perto do monte Everest, na cordilheira do Himalaia, dentro do Parque National do Sagarmatha, no nordeste do Nepal.

## Trekking

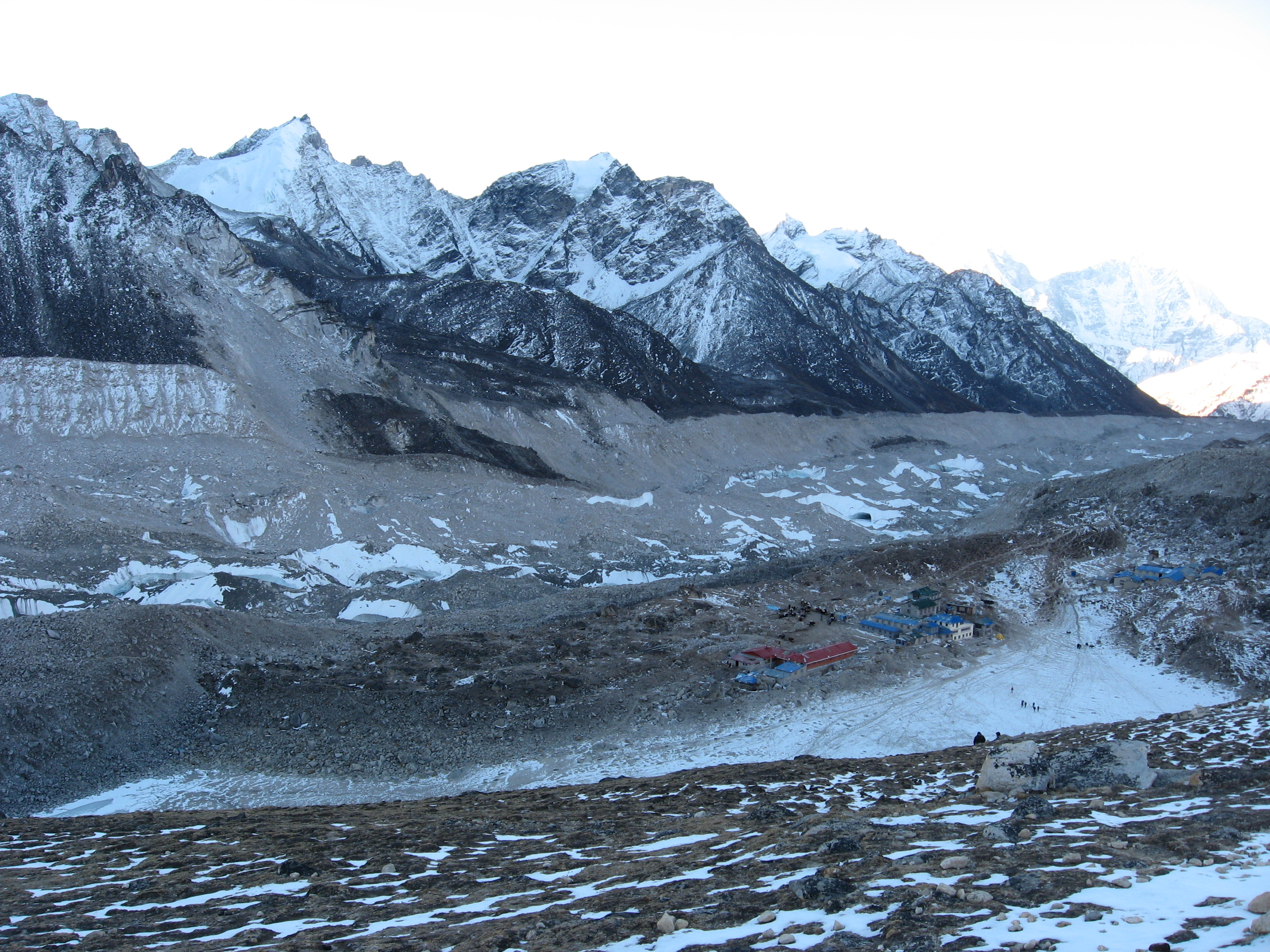
Vista do vilarejo de Gorak Shep vindo do Kala Patthar

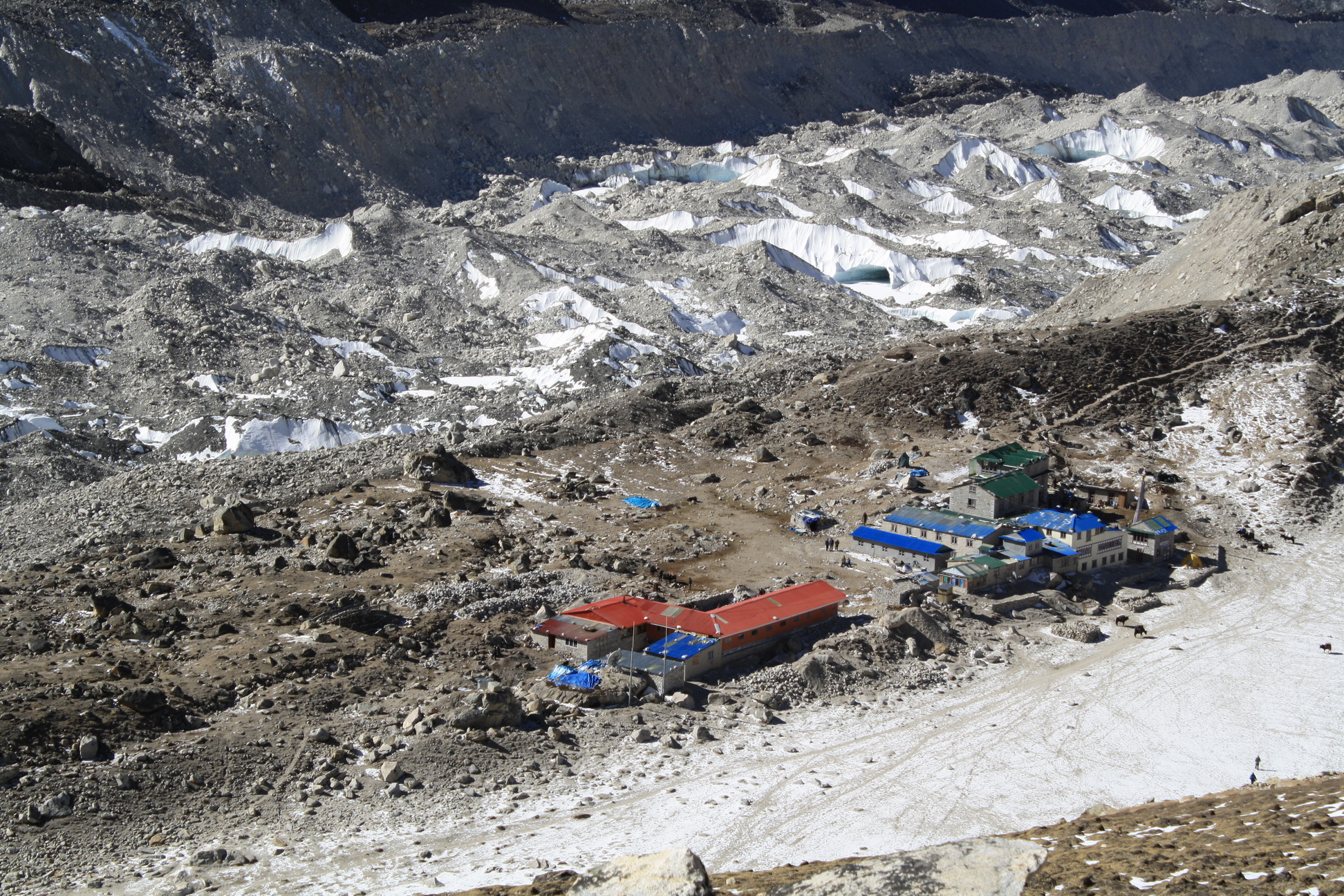
Gorak Shep com vista parcial da Geleira do Khumbu

O vilarejo é a ultima parada de aclimatação, na maioria das caminhadas, para o "Everest Base Camp" vindo de Lukla, seguindo o que o Dalai Lama apelidou de "os passos para o céu".
Este percurso traz trekkers de Lukla para Namche Bazaar, Tengboche, Dingboche, e finalmente a Gorak Shep. A maioria dos trekkers passam a noite lá, porque também as suas autorizações de  trekking  não permitem que eles pernoitem no  Campo Base do Everest..  
Gorak Shep foi o original campo base para as escaladas do Everest, sendo usado na expedição Suiça do 1952. 
O tempo de caminhada de Gorak Shep até o "Everest Base Camp" varia de 1,5 a 2,5 horas, dependendo das condições atmosfericas,  da aclimatação e condicionamento físico de cada individuo 
Gorak Shep fornece a melhor escolha, pela sua proximidade, para a escalada do monte Kala Patthar. Normalmente essa escalada é iniciada nas primeiras horas da manha, quando a visibilidade costuma ser melhor. Para chegar no cume e voltar são necessarias 4 horas. .  Para muitos trekkers,  alcançar o cume desta montanha com os seus 5.643 metros é o ponto mais alto que podem chegar sem uma licença de escalada, climbing permit, que deve ser obtida em Kathmandu na Associação Montanhesa do Nepal, "Nepal Mountaineering Association"..
A montanha se parece com uma duna gigante, pairando sobre o leito do antigo lago, e da sua encosta é possivel visualizar a geleira do Khumbu, que passa a  uma centena de metros de Gorak Shep. 
Gorak Shep no idioma local significa "ravinas mortas" devido à total ausencia de vegetação nessa altitude. 
Apesar de lodges de trekking em Gorak Shep não fornecerem demais conforto, nos últimos tempos mais modernas amenidades tornaram-se disponíveis, tais como acesso à Internet de alta velocidade via satélite. . Para quem possui tendas, nao é necessario ficar em um dos alojamentos, apesar de ser recomendado devido ao frio, pois há amplo espaço aberto para acampar em Gorak Shep.

## Clima
Para quem vai fazer ‘’trekkings’’ a época ideal é a primavera (março e abril) e o outono (outubro e novembro), épocas em que a visibilidade das montanhas é ideal e a temperatura não é excessivamente fria..
Durante o inverno, nos meses de Dezembro a Fevereiro, é possível fazer trekking mas a grande maioria das acomodações encontram-se fechadas, as trilhas que dão acesso a Gorak Shep estão cobertas de neve e o frio é muito intenso.

## Ligações Externas
- (em inglês)Travelpod[ligação inativa]
- (em inglês)Trekking Permit